# IV з'їзд Комуністичної партії (більшовиків) Молдавії
IV з'їзд Комуністичної партії (більшовиків) Молдавії — з'їзд Комуністичної партії (більшовиків) Молдавії, що відбувся 18—21 вересня 1952 року в місті Кишиневі.

## Порядок денний з'їзду
1. Звіт ЦК КП(б)М
2. Звіт Ревізійної Комісії КП(б)М
3. Вибори керівних органів КП(б)М.

## Керівні органи партії
Обрано 85 членів ЦК КП(б)М, 29 кандидатів у члени ЦК КП(б)М та 17 членів Ревізійної Комісії КП(б)М.

### Члени Центрального комітету КП(б) Молдавії
- Антосяк Георгій Федорович — голова Молдавської республіканської ради профспілок
- Афтенюк Герман Трохимович — завідувач сільськогосподарського відділу ЦК КП(б)М
- Берекет Володимир Федорович —
- Бєляєв Петро Андрійович — міністр торгівлі Молдавської РСР
- Бордовіцин Олександр Федорович — начальник Головного управління бавовництва при РМ Молдавської РСР
- Брежнєв Леонід Ілліч — 1-й секретар ЦК КП(б)М
- Воробйов Павло Федотович — завідувач промислового відділу ЦК КП(б)М
- Гагарін Микола Захарович — 2-й секретар Тираспольського окружкому КП(б)М
- Галицький Кузьма Микитович — командувач військ Одеського військового округу
- Гапонов Микола Єгорович — 1-й секретар Вулканештського райкому КП(б)М
- Герасименко Василь Дементійович — голова Бельцького міськвиконкому
- Гладкий Дмитро Спиридонович — 2-й секретар ЦК КП(б)М
- Глинський М.М. —
- Горбань Борис Архипович —
- Горбатенко Олексій Михайлович — начальник Політичного управління Одеського військового округу, полковник
- Гросул Яким Сергійович — заступник голови президії Молдавської філії Академії наук СРСР
- Гушкан Арефа Лукич — голова Тираспольського окружного виконкому
- Дамаскін Василь Никифорович — голова Кишинівського окружного виконкому
- Демченко Н.Т. —
- Діордиця Олександр Пилипович — міністр фінансів Молдавської РСР
- Дудник Микола Трохимович — секретар Тираспольського окружкому КП(б)М
- Євстратьєв Терентій Максимович — 1-й секретар Скулянського райкому КП(б)М
- Жданович Степан Наумович — керуючий Молдавського консервного тресту
- Звєрєв Микола Васильович — редактор газети «Советская Молдавия»
- Іванов С.П. —
- Іорданов Яків Степанович — редактор газети «Молдова Сочіалісте»
- Казакевич Данило Васильович — начальник Управління прикордонних військ МДБ Молдавського прикордонного округу
- Казанір Яким Семенович — голова Верховного суду Молдавської РСР
- Квасов Григорій Васильович — 1-й секретар Бельцького окружкому КП(б)М
- Киріяк Георгій Феодосійович — міністр соціального забезпечення Молдавської РСР
- Коваль Федір Степанович — міністр сільського господарства Молдавської РСР
- Кодіца Йон Сергійович — голова Президії Верховної Ради Молдовської РСР
- Козирєв А.В. — відповідальний секретар Партколегії при ЦК КП(б)М
- Кока Меланія Степанівна —
- Колбасюк В.Н. —
- Косоруков Анатолій Степанович — 1-й секретар Тираспольського райкому КП(б)М
- Кранга Петро Федорович —
- Крачун Агрипина Микитівна — міністр освіти Молдавської РСР
- Краюшин Тихон Степанович — голова президії Молдавспоживспілки
- Крижановський Валер'ян Іванович — 1-й секретар Бельцького райкому КП(б)М
- Крученюк Петро Оксентійович — відповідальний секретар правління Спілки радянських письменників Молдавської РСР
- Лазарев Артем Маркович — секретар ЦК КП(б)М
- Лобачов Микола Федорович — 1-й секретар Кишинівського окружкому КП(б)М
- Майка М.І. —
- Мальцев Михайло Лаодікійович — секретар Тираспольського окружкому КП(б)М
- Маркітан Артем Панасович — 1-й секретар Тирновського райкому КП(б)М
- Мельник Олександр Антонович — заступник голови Ради міністрів Молдавської РСР
- Михайлов Іван Дмитрович — секретар Кагульського окружкому КП(б)М
- Можарова Анастасія Антонівна — 1-й секретар Тараклійського райкому КП(б)М
- Мордовець Йосип Лаврентійович — міністр державної безпеки Молдавської РСР
- Муранов Василь Дмитрович — начальник політвідділу Кишинівської залізниці
- Наконечний Михайло Федотович — начальник політсектора, заступник міністра сільського господарства Молдавської РСР
- Наместников К.Є. — секретар партійного бюро вагонного депо станції Бельци
- Осипов Григорій Романович — прокурор Молдавської РСР
- Пазина Лук'ян Гаврилович — 1-й секретар Бравичського райкому КП(б)М
- Паскаль Трохим Іванович — секретар Президії Верховної Ради Молдовської РСР
- Писаренко Наталія Пилипівна — завідувач відділу ЦК КП(б)М по роботі серед жінок
- Побережнюк Є.С. —
- Полікарп Василь Андрійович — машиніст паровозного депо станції Бельци
- Полоз Петро Матвійович — голова Бельцького окружного виконкому
- Потапов Семен Іванович — 1-й секретар Котовського райкому КП(б)М
- Пузаков Іван Дмитрович — 1-й секретар Тираспольського окружкому КП(б)М
- Решетько В.Ф. — 2-й секретар Кишинівського окружкому КП(б)М
- Рудь Герасим Якович — голова Ради міністрів Молдавської РСР
- Салманов І.В. — 1-й секретар Кам'янського райкому КП(б)М
- Саруханова І.Н. —
- Селівестров Василь Якович — 2-й секретар Кишинівського міськкому КП(б)М
- Сирбул Валентина Павлівна —
- Сич Антон Іванович — уповноважений Міністерства заготівель СРСР по Молдавській РСР
- Скуртул Максим Васильович — заступник голови Ради міністрів Молдавської РСР
- Сментина Сергій Митрофанович —
- Сорокін Михайло Олексійович — начальник Кишинівської залізниці
- Сорочан Євгенія Григорівна — голова колгоспу «Вяца ноуе» Флорештського району
- Стинга Мойсей Олексійович — 1-й секретар Бендерського райкому КП(б)М
- Тімуш Андрій Іванович — 1-й секретар ЦК ЛКСМ Молдавії
- Трапезников Сергій Павлович — директор Республіканської партійної школи при ЦК КП(б)М, редактор журналу «Комуніст Молдавії»
- Ульянов Василь Григорович — голова Молдавського комітету радіоінформації
- Філіппов Микола Федорович — 1-й секретар Братушанського райкому КП(б)М
- Форш Анатолій Федорович — 1-й секретар Кагульського окружкому КП(б)М
- Цуркан Кирило Іванович — міністр харчової промисловості Молдавської РСР
- Чеботар Варфоломій Ісидорович — голова Кагульського окружного виконкому
- Черемисін Григорій Андрійович — голова Держплану Молдавської РСР
- Черненко Костянтин Устинович — завідувач відділу пропаганди і агітацій ЦК КП(б)М
- Шпак Леонтій Омелянович — 2-й секретар Бельцького окружкому КП(б)М
- Щолоков Микола Онисимович — 1-й заступник голови Ради міністрів Молдавської РСР

### Кандидати у члени Центрального комітету КП(б) Молдавії
- Акопов Г.М. —
- Батушкін Василь Єгорович — 1-й секретар Рибницького райкому КП(б)М
- Гушан Андрій Аврамович — секретар Бельцького окружкому КП(б)М
- Дубовицька М.І. — секретар Ніспоренського райкому КП(б)М
- Єфимов Сергій Петрович — міністр державного контролю Молдавської РСР
- Жариченко З.Н. —
- Жуматій Яків Іванович — голова Оргіївського райвиконкому
- Ілляш Нестор Мойсейович — 1-й секретар Червоноармійського райкому КП(б)М міста Кишинева
- Ілляшенко Кирило Федорович — завідувач відділу шкіл ЦК КП(б)М
- Климанов Василь Іванович — завідувач транспортного відділу ЦК КП(б)М
- Коваль Іван Несторович — голова Молдавського республіканського комітету профспілки працівників промисловості товарів широкого вжитку
- Корольков Митрофан Власович — завідувач відділу адміністративних органів ЦК КП(б)М
- Корсун Василь Макарович — військовий комісар Молдавської РСР
- Куліда К.Н. —
- Лихвар Василь Георгійович — 1-й секретар Тираспольського міськкому КП(б)М
- Мармаз Є.Є. —
- Медведенко Є.Я. —
- Михашонок В.А. — 1-й секретар Бельцького міськкому КП(б)М
- Ноздрін Михайло Миронович —
- Петров П.В. —
- Печерський Микита Никанорович —
- Саблін Костянтин Микитович — голова Кишинівського міськвиконкому
- Скульський Георгій Петрович — міністр житлово-комунального будівництва Молдавської РСР
- Смирнов Леонід Павлович — 1-й секретар Унгенського райкому КП(б)М
- Токарєв Іван Мойсейович — 1-й секретар Окницького райкому КП(б)М
- Троян Тимофій Іванович — заступник голови Ради міністрів Молдавської РСР
- Утков А.Г. — завідувач особливого сектора ЦК КП(б)М
- Цвігун Семен Кузьмич — заступник міністра державної безпеки Молдавської РСР
- Чакір Яків Миронович — директор Арнонештської МТС Атацького району

### Члени Ревізійної комісії КП(б) Молдавії
- Балова Л.А. —
- Васильєв Вадим Миколайович — 1-й секретар Дубосарського райкому КП(б)М
- Волнянський Кирило Віссаріонович — 1-й секретар Чадир-Лунзького райкому КП(б)М
- Грухов Михайло Михайлович —
- Єпур Федір Семенович — 1-й секретар Оргіївського райкому КП(б)М
- Катаєв Спиридон Олексійович — 1-й секретар Кишкаренського райкому КП(б)М
- Король П.М. —
- Кошовий Н.І. — 1-й секретар Бричанського райкому КП(б)М
- Лук'янов Аврам Захарович — 1-й секретар Атацького райкому КП(б)М
- Медіокритська Фаїна Василівна — секретар Кишинівського міськкому КП(б)М
- Мозолевський Микола Миколайович — голова Ревізійної комісії
- Самохін В.В. — 1-й секретар Сороцького райкому КП(б)М
- Селезньов Олександр Васильович — 1-й секретар Липканського райкому КП(б)М
- Сидоров Михайло Іванович — директор Кишинівського сільськогосподарського інституту імені Фрунзе
- Танасевський Борис Захарович — секретар Кишинівського окружкому КП(б)М
- Хомутов Михайло Васильович —
- Цикунов Василь Якович —